# Avro Anson
Avro Anson je bil britansko dvomotorno propelersko večnamensko letalo. V uporabi je bil od srednjih 1930ih pa do poznih 1960ih. Razvit je bil na podlagi potniškega Avro 652, sprva naj bi se uporabljal za izvidništvo na morju, kasneje pa se je bolj uveljavil kot večmotorno šolsko letalo. Do konca proizvodnje leta 1952 je Avro zgradil 8138 letal, kanadski Federal Aircraft Ltd pa še dodatnih 2882. 

## Specifikacije (Mk I)
Podatki iz , David. The Hamlyn Concise Guide to British Aircraft of World War II;Mondey 1994, p. 26.
Splošne karakteristike
- Posadka: 3-4
- Dolžina: 42 ft 3 in (12,88 m)
- Razpon kril: 56 ft 6 in (17,22 m)
- Višina: 13 ft 1 in (3,99 m)
- Površina kril: 463 ft² (43,01 m²)
- Teža praznega letala: 5512 lb (2500 kg)
- Naložena teža: 7955 lb (3608 kg)
- Maks. vzletna teža: 8500 lb (3900 kg)
- Pogon letala: Dva ×  radialni motor Armstrong Siddeley Cheetah IX, 350 KM (261 kW)  vsak

 Zmogljivost 
- Maks. hitrost: 188 mph (163 vozlov, 302 km/h) na višini 7000 ft (2100 m)
- Doseg: 790 milj (690 nmi, 1271 km)
- Višina leta: 19000 ft (5791 m)
- Hitrost vzpenjanja: 750 ft/min (3,8 m/s)
- Obremenitev kril: 17,2 lb/ft² (83,9 kg/m²)
- Razmerje moč/teža: 0,088 KM/lb (140 W/kg)

Oborožitev

- Strelno orožje: 

  - 1 × 7,7 mm M1919 Browning v sprednjem delu truša
  - 1 × 7,7 mm Vickers K v zadnjem delu
- Bombe: 360 lb (163 kg)